# Dorcadion pelidnum
Dorcadion pelidnum är en skalbaggsart som beskrevs av Jakovlev 1906. Dorcadion pelidnum ingår i släktet Dorcadion och familjen långhorningar.
Artens utbredningsområde är Kazakstan. Inga underarter finns listade i Catalogue of Life.